# Jakutsk
Jakutsk (ryska: Якутск; jakutiska: Дьокуускай, uttalat Djokuuskaj) är en stad i östra Sibirien. Den är huvudstad i den ryska delrepubliken Sacha, och har en stor hamn längs med floden Lena. I staden finns garverier, sågverk och tegelbruk. Folkmängden uppgår till cirka 360 000 invånare.

## Historia, ekonomi och kultur
Orten grundades 1632 som ett kosackfort, men den växte inte till stad förrän det under 1880- och 1890-talen uppdagades stora mängder guld och andra mineraler i närheten. Dessa resurser användes extensivt under industrialiseringen under Josef Stalin, och även den stora mängden arbetsläger i Sibirien (Jakutsk blev deportationsort redan under 1800-talet) gjorde att Jakutsk fick ökad betydelse. 
Universitetet i Jakutsk grundades 1956, och i staden finns även en filial till Rysslands Vetenskapsakademi. På universitetet bedrivs mycket forskning för att lösa de ekonomiska och tekniska problem som uppstår vid byggnation på frusen jord. 
I Jakutsk finns också Sachateatern och Mammutmuseet. Många gruvföretags huvudkontor finns också i staden, inklusive ALROSA vars diamantgruva i Sacha står för ungefär 20 procent av världens diamantproduktion.

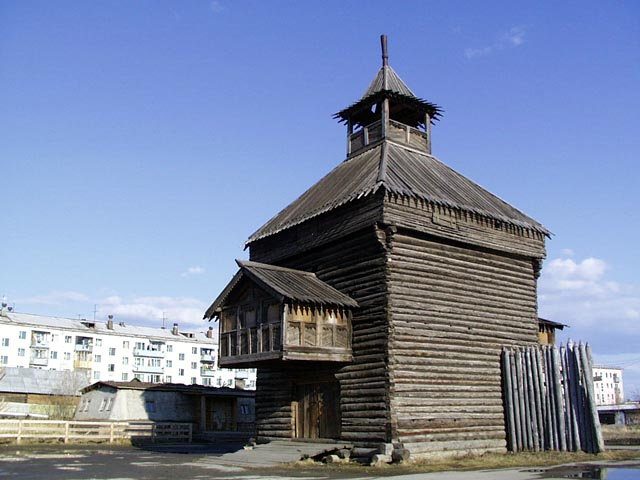
Ett av stadens ursprungliga torn.

## Klimat och omgivningar
Staden utstår en extrem variant av subarktiskt inlandsklimat. De kallaste temperaturerna som någonsin uppmätts utanför Antarktis har mätts några hundra km nordöst om Jakutsk i Janaflodens avrinningsområde. Juni, juli och augusti är de enda sommarmånaderna i Jakutsk. Både vår och höst är korta och varar inte längre än någon månad vardera. I juli kan temperaturerna stiga över 30°C. Temperaturen under januari är normalt under -35°C med ett rekord på -64°C. Jakutsk är således en av världens kallaste städer vintertid och dessutom den som får uppleva de högsta temperaturskillnaderna mellan sommar och vinter; skillnaden i medeltemperatur mellan januari och juli är nästan 70°C och mellan extremtemperaturerna skiljer nästan 100°C.
Det extrema klimatet med dess temperaturvariationer ställer stora krav på arbetsplanering när det gäller infrastruktur då det är svårt att utföra byggarbeten och reparationer under den långa och brutalt karga vintern. Jakutsk är den största staden i världen som är byggd på permafrost, och de flesta husen är byggda på betongpelare.
Floden Lena flyter genom staden, och under sommaren går turistbåtar både uppströms och nedströms. Det finns en väg (M56) från andra sidan floden till Rysslands övriga vägnät. Vägen kan nås från Jakutsk via färja på sommaren, väg på isen under vintern och inte alls en tid under vår och höst. En bro planeras. Jakutsk flygplats har flygningar till Moskva och vissa andra större städer och till många mindre orter i regionen.

## Stadens administrativa område
Jakutsk administrerar även områden utanför själva centralorten. 
| Stad/Ort        | Invånarantal 9 oktober 2002 | Invånarantal 14 oktober 2010 | Invånarantal 1 januari 2015 |
| --------------- | --------------------------- | ---------------------------- | --------------------------- |
| Jakutsk         | 210 642                     | 269 601                      | 299 169                     |
| Magan           | 1 743                       | Ingen uppgift                | Ingen uppgift               |
| Marcha          | 12 041                      | Ingen uppgift                | Ingen uppgift               |
| Landsbygd       | Se nedan                    | Se nedan                     | 16 782                      |
| Chatassy        | Ingen uppgift               | 4 979                        | Ingen uppgift               |
| Kangalassy      | 1 779                       | Ingen uppgift                | Ingen uppgift               |
| Tabaga          | 3 746                       | 3 360                        | Ingen uppgift               |
| Övrig landsbygd | 7 923                       | 8 220                        | Ingen uppgift               |
| TOTALT          | 237 874                     | 286 160                      | 315 951                     |

Magan och Marcha är sedan 2004 sammanslagna med centrala Jakutsk. Zjataj stod tidigare under Jakutsks administration men är numera en egen administrativ enhet.

## Vänorter
- Fairbanks, USA
- Darmstadt, Tyskland
- Murayama, Japan
- Changwon, Sydkorea
- Harbin, Kina
- Olympia, Grekland